# Hanwha Group
Hanwha Group (кор.: хангиль: 한화그룹, ханча: 한華, НЛ: Hanhwa Geurup) є великим бізнес-конгломератом у Південній Кореї. Заснована в 1952 році як Korea Explosives Co. (кор.: хангиль: 한국화약주식회사, ханча: 韓國火藥株式會社), група виросла у великий багатопрофільний диверсифікований бізнес-конгломерат, роздрібний бізнес-конгломерат та оригінальний бізнес-конгломерат, фінансові послуги. У 1992 році компанія прийняла абревіатуру як нову назву: «Hanwha».

## Історія

### 1952-1999
Кім Чон-Хі (кор.: хангиль: 김종희, ханча: 金鍾喜, МР: Kim Chonghui) заснував Korea Explosives Co. у жовтні 1952 року. До заснування компанії Кім працював інженером димного пороху у «Chossony Explosives» японській компанії. Пізніше він виграв тендер на фабрику в Інчхоні і заснував там компанію. У 1952-1963 роках Korea Explosives Co. виробляла  порох всередині країни, який був необхідний для будівництва та інженерної інфраструктури. У той же час компанія Korea Explosives Co. почала виробляти нітрогліцерин, що дало їй монополію в галузі вибухових речовин і пороху. У 1959 році група Hanwha почала виробляти домашній динаміт. У 1964-1980 роках група Hanwha почала інвестувати в різні галузі, поклавши початок тому, що стала chaebol. Пізніше, в середині 1960-х, була заснована Hwaseong Korea (тепер Hanwha Solutions) і вийшла на нафтохімічний ринок. Hanwha підвищила свою конкурентоспроможність на ринку техніки, придбавши Shinhan Bearing Co. Hanwha заснувала Gyeongin Energy у 1969 році, а Корейська прецизійна індустрія (перейменована в Hanwha Machinery Co., Ltd.) наслідувала її приклад, заснована в 1971 році. З 1981 по 1995 рік Кім Син Єн став другим президентом компанії, і було розпочато більше інвестицій на різноманітних ринках. У 1982 році компанія поширилася на хімічну промисловість, придбавши як Hanyang Chemical (тепер Hanwha Solutions), так і Korea Dow Chemical в 1982 році, розширивши індустрію курортів, придбавши групу Jung-A (тепер Hanwha Hotels & Resorts) у 1985 році, і розширилася в індустрії відпочинку та розповсюдження, придбавши Hanyang Distribution (нині Hanwha Galleria) у 1986 році. У 1990-х роках Hanwha Group заснувала Hanwha BASF Urethane, Hanwha NSK Precision, Hanwha GKN, Hanwha Machinery Hub Eye Bearings, SKF Hanwha Auto Parts і Hanwha Motors. У 1992 році компанія Korea Explosives Co. змінила назву на Hanwha, і Binggrae була відокремлена і стала незалежною компанією.

## 2000 - по теперішній час
У 2002 році Hanwha розширилася в галузі страхування життя, придбавши Korea Life Insurance. З 2007 року по теперішній час Hanwha переживає глобальну експансію. Hanwha придбала американську компанію Azdel у 2007 році та створила завод з ПВХ у Нінбо, Чжецзян, Китай у 2011 році. Hanwha Q CELLS була запущена в 2012 році і зараз є 5-м за величиною виробником сонячних елементів у світі. У 2014 році Hanwha придбала Samsung Techwin, Samsung Thales і Samsung Total. З 2019 року Hanwha керує найбільшою установкою сонячних модулів (1,7 ГВт) у Сполучених Штатах; Він розташований у Далтоні, штат Джорджія. Станом на 2019 рік Hanwha має загалом 466 філій, 84 є внутрішніми та 382 закордонними.

### Дискуссія
У 2011 році Кім Син Єн, нинішній голова Hanwha Group, був оштрафований на 5,1 мільярда вон і був ув'язнений на 4 роки за звинуваченням у розтраті та зловживанні довірою.

## Ключові мережі
- R&D: Німеччина, Малайзія, США, Китай, Південна Корея
- Виробництво: Німеччина, Чехія, Малайзія, Китай, Південна Корея та США
- Маркетинг і продаж: Австралія, Канада, Японія, США, Китай та Південна Корея